# Torre contra peón
En las partidas de Ajedrez son frecuentes los finales en los que las únicas piezas de ajedrez que permanecen sobre el tablero son torres y peones, además de los reyes.
El caso más sencillo es cuando uno de los jugadores tiene el rey y una torre (bando fuerte) y el otro el rey y un peón (bando débil).
|    |    |    |       |       |    |       |    |    |  |
|    | a8 | b8 | c8    | d8    | e8 | f8    | g8 | h8 |  |
| a7 | b7 | c7 | d7    | e7    | f7 | g7    | h7 |    |  |
| a6 | b6 | c6 | d6    | e6    | f6 | g6    | h6 |    |  |
| a5 | b5 | c5 | d5    | e5    | f5 | g5    | h5 |    |  |
| a4 | b4 | c4 | d4    | e4    | f4 | g4    | h4 |    |  |
| a3 | b3 | c3 | d3    | e3 kd | f3 | g3    | h3 |    |  |
| a2 | b2 | c2 | d2 pd | e2    | f2 | g2 kl | h2 |    |  |
| a1 | b1 | c1 | d1 rl | e1    | f1 | g1    | h1 |    |  |
|    |    |    |       |       |    |       |    |    |  |

## Soluciones
|    |       |       |    |    |       |    |    |    |  |
|    | a8    | b8    | c8 | d8 | e8 rl | f8 | g8 | h8 |  |
| a7 | b7    | c7    | d7 | e7 | f7    | g7 | h7 |    |  |
| a6 | b6    | c6    | d6 | e6 | f6 kl | g6 | h6 |    |  |
| a5 | b5    | c5 kd | d5 | e5 | f5    | g5 | h5 |    |  |
| a4 | b4 pd | c4    | d4 | e4 | f4    | g4 | h4 |    |  |
| a3 | b3    | c3    | d3 | e3 | f3    | g3 | h3 |    |  |
| a2 | b2    | c2    | d2 | e2 | f2    | g2 | h2 |    |  |
| a1 | b1    | c1    | d1 | e1 | f1    | g1 | h1 |    |  |
|    |       |       |    |    |       |    |    |    |  |

Estas partidas pueden acabar de tres maneras:
- La mayoría de ocasiones gana el bando que tiene la torre. El bando fuerte elimina el peón contrario, ganando mediante un jaque mate de torre y rey contra rey.
- Pocas veces la partida acaba en tablas. El bando fuerte sacrifica la torre para que el peón no corone, con lo que la partida acaba en tablas, al quedar solo los reyes en el tablero. También pueden darse tablas por repetición de movimientos.
- En raras situaciones, el peón corona, conduciendo a otro final distinto, en el que el bando débil pasa a ser el fuerte (final de reina contra torre, etc.), pudiendo ganar la partida.

## Estrategia y táctica
La estrategia de los bandos se centra en evitar o conseguir la promoción del peón al coronarse. Para ello intentarán eliminar o proteger al peón y evitar o conseguir que este avance.
La táctica a seguir consiste en:
- El jugador que posee la torre intentará alejar al otro rey del peón para eliminarlo sin perder la torre, mediante continuos jaques con la torre y acercando su rey al peón.
- El jugador que tiene el peón intentará avanzarlo, mientras mantiene el rey junto a él para protegerlo del otro rey o comerse a la torre si esta acaba con el peón.

El uso del efecto de oposición de un rey contra otro es indispensable para ambos jugadores.
Es conveniente conocer la práctica de los finales de rey y peón contra rey y de torre y rey contra rey, así como las reglas de Tarrasch
El factor más determinante es la posición relativa de los reyes respecto del peón. También es importante la casilla en la que está el peón.

## Diferencias posicionales

### Posición del rey débil
El rey débil debe intentar interponerse siempre entre el peón y el rey fuerte, para que éste no lo alcance. La Torre intentará desalojar al rey débil para acercar su rey, siendo necesario muchas veces que el rey débil se aleje una casilla del peón para evitar el avance del rey contrario.

#### Posiciones triviales
- Si el rey débil está más lejos de su peón que el rey fuerte, perderá el peón y será derrotado.

- Si el rey débil está alejado de su peón, perderá si no puede llegar junto a él antes de que sea eliminado, ya que la torre contraria tardará en capturarlo:
  - 1 movimiento si está en la misma columna.
  - 2 movimientos si está en distinta columna.
  - 3 movimientos si está en distinta fila y columna y su rey lo estorba.

#### Posiciones analizadas
Los estudios de finales de torre contra peón solo analizan las posiciones en las que el rey débil está junto al peón o separado una casilla , ya que las demás posiciones son triviales, o conducen a estas posiciones defensivas. En las partidas, por lo general, el último peón sobrevivió porque el rey estaba junto a él, defendiéndolo.
|    |       |       |       |       |       |       |       |       |  |
|    | a8 xx | b8 xx | c8 xx | d8 xx | e8 xx | f8 xx | g8 xx | h8 xx |  |
| a7 | b7    | c7    | d7    | e7    | f7 xx | g7 xx | h7 xx |       |  |
| a6 | b6    | c6    | d6    | e6    | f6 xx | g6 xx | h6 xx |       |  |
| a5 | b5    | c5    | d5    | e5    | f5    | g5    | h5 kl |       |  |
| a4 | b4    | c4    | d4 pd | e4 kd | f4    | g4    | h4    |       |  |
| a3 | b3    | c3    | d3    | e3    | f3    | g3    | h3    |       |  |
| a2 | b2    | c2    | d2    | e2    | f2    | g2    | h2    |       |  |
| a1 | b1    | c1    | d1    | e1    | f1    | g1    | h1 rl |       |  |
|    |       |       |       |       |       |       |       |       |  |

### Posición del rey fuerte
El rey fuerte deberá estar lo suficientemente cerca del peón para llegar a él antes de que corone, en caso contrario se verá obligado a sacrificar la torre para evitarlo. (Diagrama 1: si mueven las blancas 1Rf1 Rd3,2Rf2 Rc2,3Re2...,4TxP . si mueven las negras 1...Re2,2TxP RxT)
Existe un área irregular centrada en el peón, de cálculo más complejo que la regla del cuadrado, que si engloba la posición del rey fuerte, éste gana, resultando tablas en caso contrario. La forma y tamaño de esta área depende de la posición de ambos reyes y la torre y su cálculo requiere buscar las mejores jugadas desde cada escaque. (Diagrama 2: 1Rg4 Re3,2Rg3 d3,3Te1+ Rd2,4Te8 Rc2,5Rf2 d2,6Tc8+ Rd1,7Td8 Rc2,8Re2... El peón llega a coronarse pero es eliminado por la torre).
(Ver ejemplos y comparar posiciones)

### Posición del peón

#### Fila alcanzada
|       |       |    |       |    |    |    |    |    |  |
|       | a8    | b8 | c8    | d8 | e8 | f8 | g8 | h8 |  |
| a7    | b7    | c7 | d7    | e7 | f7 | g7 | h7 |    |  |
| a6    | b6    | c6 | d6    | e6 | f6 | g6 | h6 |    |  |
| a5    | b5    | c5 | d5 rl | e5 | f5 | g5 | h5 |    |  |
| a4    | b4    | c4 | d4    | e4 | f4 | g4 | h4 |    |  |
| a3    | b3    | c3 | d3 kl | e3 | f3 | g3 | h3 |    |  |
| a2 kd | b2 pd | c2 | d2    | e2 | f2 | g2 | h2 |    |  |
| a1    | b1    | c1 | d1    | e1 | f1 | g1 | h1 |    |  |
|       |       |    |       |    |    |    |    |    |  |

La fila en que se encuentra el peón es determinante.
Si no se ha movido de su posición inicial, o ha avanzado solo una posición, no tiene ninguna posibilidad de hacer tablas.
Si avanzó dos o más filas, tiene una posibilidad si el rey contrario está de dos a cuatro filas detrás de él o en el lateral opuesto del tablero.
Cuanto más haya avanzado el peón durante la partida, más posibilidades tiene de conseguir tablas.
Si el peón está a sólo 1 movimiento de coronarse, seguramente conseguirá tablas (Diagrama 3: 1Tb5 b1=Q,2Txb1 Rxb1).

#### Columna
Como el bando fuerte gana si su rey está suficientemente cerca del peón o se producen tablas en caso contrario. (Ver diagramas 1 y 2).
Se suelen distinguir las siguientes situaciones:
- Peón central : Cuando el peón está en una columna central (columnas c, d, e o f), es más fácil llegar a él aunque el rey fuerte esté en un lateral. (Ver ejemplo 1)
- Peón lateral : La posición lateral de un peón aumenta las posibilidades de conseguir tablas por repetición de jugadas, o cuando el otro rey está en el lateral opuesto.

|    |    |       |       |    |       |    |    |    |  |
|    | a8 | b8    | c8    | d8 | e8    | f8 | g8 | h8 |  |
| a7 | b7 | c7    | d7    | e7 | f7 kd | g7 | h7 |    |  |
| a6 | b6 | c6 pl | d6 kl | e6 | f6    | g6 | h6 |    |  |
| a5 | b5 | c5    | d5    | e5 | f5 rd | g5 | h5 |    |  |
| a4 | b4 | c4    | d4    | e4 | f4    | g4 | h4 |    |  |
| a3 | b3 | c3    | d3    | e3 | f3    | g3 | h3 |    |  |
| a2 | b2 | c2    | d2    | e2 | f2    | g2 | h2 |    |  |
| a1 | b1 | c1    | d1    | e1 | f1    | g1 | h1 |    |  |
|    |    |       |       |    |       |    |    |    |  |

Si el peón está en una columna de torre (columnas a o h), el borde del tablero impide que el rey fuerte rodee el peón, Las posibilidades de tablas son mayores, y hay posibilidades de que el rey débil quede ahogado. (Ver ejemplos 2 y 3)

### Posición de la torre
Debido a la gran movilidad de la torre en un tablero prácticamente vacío, su posición inicial es la que menos influye en el resultado final.
La posición óptima para la torre es una de las excepciones más conocidas de la regla de Tarrasch, que recomiendan que esté colocada en su primera fila.

### Posiciones excepcionales
Por lo general son posiciones en las que la colocación del rey del bando fuerte impide el movimiento de su torre, y el peón está a punto de coronar. (Diagrama 4)

## Ejemplos
El diagrama 2 y los ejemplos 1, 2 y 3 ilustran la diferencia de columna del peón y la posición relativa del rey fuerte. Están marcadas con X las posiciones donde si estuviese colocado el rey fuerte acabarían en tablas. En cualquier otra casilla el rey fuerte gana.
|    |       |       |       |       |       |       |       |       |  |
|    | a8 xx | b8 xx | c8 xx | d8 xx | e8 xx | f8 xx | g8 xx | h8 xx |  |
| a7 | b7    | c7    | d7    | e7 xx | f7 xx | g7 xx | h7 xx |       |  |
| a6 | b6    | c6    | d6    | e6 xx | f6 xx | g6 xx | h6 xx |       |  |
| a5 | b5    | c5    | d5    | e5    | f5    | g5 kl | h5    |       |  |
| a4 | b4    | c4 pd | d4 kd | e4    | f4    | g4    | h4    |       |  |
| a3 | b3    | c3    | d3    | e3    | f3    | g3    | h3    |       |  |
| a2 | b2    | c2    | d2    | e2    | f2    | g2    | h2    |       |  |
| a1 | b1    | c1 rl | d1    | e1    | f1    | g1    | h1    |       |  |
|    |       |       |       |       |       |       |       |       |  |

|    |       |       |       |       |       |       |       |       |  |
|    | a8 xx | b8 xx | c8 xx | d8 xx | e8 xx | f8 xx | g8 xx | h8 xx |  |
| a7 | b7    | c7    | d7 xx | e7 xx | f7 xx | g7 xx | h7 xx |       |  |
| a6 | b6    | c6    | d6 xx | e6 xx | f6 xx | g6 xx | h6 xx |       |  |
| a5 | b5    | c5    | d5    | e5    | f5    | g5 kl | h5 xx |       |  |
| a4 | b4 pd | c4 kd | d4    | e4    | f4    | g4    | h4 xx |       |  |
| a3 | b3    | c3    | d3    | e3    | f3    | g3    | h3 xx |       |  |
| a2 | b2    | c2    | d2    | e2    | f2    | g2    | h2 xx |       |  |
| a1 | b1 rl | c1    | d1    | e1    | f1    | g1    | h1 xx |       |  |
|    |       |       |       |       |       |       |       |       |  |

|       |       |       |       |       |       |       |       |       |  |
|       | a8 xx | b8 xx | c8 xx | d8 xx | e8 xx | f8 xx | g8 xx | h8 xx |  |
| a7 xx | b7 xx | c7 xx | d7 xx | e7 xx | f7 xx | g7 xx | h7 xx |       |  |
| a6 xx | b6 xx | c6 xx | d6 xx | e6 xx | f6 xx | g6 xx | h6 xx |       |  |
| a5    | b5    | c5    | d5    | e5    | f5 kl | g5 xx | h5 xx |       |  |
| a4 pd | b4 kd | c4    | d4    | e4    | f4    | g4 xx | h4 xx |       |  |
| a3    | b3    | c3    | d3    | e3    | f3    | g3 xx | h3 xx |       |  |
| a2    | b2    | c2    | d2    | e2    | f2    | g2 xx | h2 xx |       |  |
| a1 rl | b1    | c1    | d1    | e1    | f1    | g1 xx | h1 xx |       |  |
|       |       |       |       |       |       |       |       |       |  |

- Ejemplo 1 : 1Rf4 Rd3,2Td1 Rc2,3Th1 c3,4Re3 Rb2,5Rd3 c2,6Rd2 c1=Q,7Txc1
- Ejemplo 2 : 1Rf4 Rc3,2Re3 b3,3Tc1 Rb2,4Rd2 Ra2,...
- Ejemplo 3 : 1Re4 a3,2Rd3 Rb3,3Tb1+ Ra2,4Tb8 Ra1,5... . El blanco debe tener cuidado de no ahogar al rey negro.

## Estudios y partidas históricas
El final de torre contra peón ha sido objeto de análisis y estudios por parte de grandes maestros como Siegbert Tarrasch, Alexei Alexeievich Troitzky, Yuri Averbakh, Víktor Korchnói y otros.
En las competiciones modernas es casi imposible ver un final de torre contra peón. Las limitaciones de tiempo y sobre todo, las reglas de educación, que asumen que el contrario no va a cometer ningún error en posición tan fácil, hace que el final haya sido acordado antes.
Las partidas históricas que se incluyen son buenos ejemplos de juego de alto nivel:
- Partida histórica 1 : Winawer vs Tarrasch, Budapest, 1896. Interesante final de torres y peones desde el mov.50, acabando en final de torre contra peón en el mov 80. Siegbert Tarrasch consiguió coronar el peón, pero Szymon Winawer no cometió errores.

|    |    |       |       |    |       |    |    |    |  |
|    | a8 | b8    | c8    | d8 | e8    | f8 | g8 | h8 |  |
| a7 | b7 | c7    | d7    | e7 | f7    | g7 | h7 |    |  |
| a6 | b6 | c6    | d6    | e6 | f6    | g6 | h6 |    |  |
| a5 | b5 | c5    | d5    | e5 | f5    | g5 | h5 |    |  |
| a4 | b4 | c4    | d4    | e4 | f4 pl | g4 | h4 |    |  |
| a3 | b3 | c3    | d3    | e3 | f3 kl | g3 | h3 |    |  |
| a2 | b2 | c2    | d2 kd | e2 | f2    | g2 | h2 |    |  |
| a1 | b1 | c1 rd | d1    | e1 | f1    | g1 | h1 |    |  |
|    |    |       |       |    |       |    |    |    |  |

|    |       |       |    |    |       |       |    |    |  |
|    | a8    | b8    | c8 | d8 | e8    | f8    | g8 | h8 |  |
| a7 | b7    | c7    | d7 | e7 | f7    | g7 rl | h7 |    |  |
| a6 | b6    | c6    | d6 | e6 | f6    | g6    | h6 |    |  |
| a5 | b5    | c5 kd | d5 | e5 | f5 kl | g5    | h5 |    |  |
| a4 | b4    | c4    | d4 | e4 | f4    | g4    | h4 |    |  |
| a3 | b3 pd | c3    | d3 | e3 | f3    | g3    | h3 |    |  |
| a2 | b2    | c2    | d2 | e2 | f2    | g2    | h2 |    |  |
| a1 | b1    | c1    | d1 | e1 | f1    | g1    | h1 |    |  |
|    |       |       |    |    |       |       |    |    |  |

|       |    |       |       |       |    |    |    |    |  |
|       | a8 | b8    | c8    | d8    | e8 | f8 | g8 | h8 |  |
| a7    | b7 | c7    | d7    | e7    | f7 | g7 | h7 |    |  |
| a6    | b6 | c6    | d6    | e6    | f6 | g6 | h6 |    |  |
| a5    | b5 | c5    | d5 kl | e5    | f5 | g5 | h5 |    |  |
| a4    | b4 | c4    | d4    | e4 pl | f4 | g4 | h4 |    |  |
| a3    | b3 | c3    | d3    | e3    | f3 | g3 | h3 |    |  |
| a2 kd | b2 | c2    | d2    | e2    | f2 | g2 | h2 |    |  |
| a1    | b1 | c1 rd | d1    | e1    | f1 | g1 | h1 |    |  |
|       |    |       |       |       |    |    |    |    |  |

- Partida histórica 2 : Loewenthal vs Morphy, Londres, 1858. Johann Jakob Lówental y Paul Morphy mantuvieron un duelo de torre y peón contra torre y peón tras el mov.60 hasta un final de torre contra peón desde el mov.74
- Partida histórica 3 : Staunton vs Horwitz, Londres, 1846. Howard Staunton y Bernhard Horwitz mantuvieron desde el mov.39 una interesante lucha de torres y peones muy igualada que da lugar a un final de torre contra peón en el mov.71.
- Partida histórica 4: Janowski vs Wolf, Ostend, 1905. David Janowsky y Heinrich Wolf acuerdan tablas.